# The Jubalaires
The Jubalaires là một nhóm nhạc phúc âm Mỹ hoạt động từ năm 1935 đến năm 1950. Được biết đến với tên gọi đầu tiên Royal Harmony Singers vào năm 1936, ban nhạc nổi tiếng với những giai điệu và câu từ nhịp nhàng, được xem như là phiên bản sơ khai của nhạc rap. Bài hát "Noah" của họ vào năm 1946 được coi là bài hát rap đầu tiên được thu âm trong lịch sử.

## Lịch sử
Bạn nhạc đạt vị trí thứ 10 trên bảng xếp hạng R&B vào ngày 14 tháng 11 năm 1942 cùng với "Praise the Lord and Pass the Ammunition", một bài hát được chuyển thể từ bài phát biểu của một tuyên úy hải quân để đáp trả lại trận Trân Châu Cảng một năm trước đó. Các bài hát khác được phát hành bao gồm "Before This Time Another Year" / "Ezekiel (Saw the Wheel A Rollin')" (phát hành dưới hãng đĩa Decca Records), "God Almighty's Gonna Cut You Down" / "Go Down Moses" (hãng đĩa King Records), và "My God Called Me This Morning" / "Ring That Golden Bell" (King Records).
Ban nhạc thu âm cùng Andy Kirk vào ngày 27 tháng 11 năm 1945, một buổi thu âm đã sản xuất các bài hát "I Know" / "Get Together with the Lord" dưới dạng 78rpm (hãng đĩa Decca Records). Bài hát thứ ba được thu âm trong buổi thu có tên "Soothe Me" không bao giờ được phát hành.
Năm 1946, The Jubalaires nhận được một vị trí trong chương trình phát thanh CBS của Arthur Godfrey. Willie Johnson rời ban nhạc Golden Gate Quartet để trở thành trưởng nhóm vào năm 1948 và vào năm 1950, ban nhạc đã xuất hiện trong một bộ phim hài nhạc kịch Duchess of Idaho.
Bản thu âm ca khúc "Dreaming of the Ladies in the Moon" (hãng đĩa Crown Records) của ban nhạc đã nhận được những lời khen ngợi từ tạp chí Billboard, tạp chí này đã chấm điểm cho 78/100 cho bài hát trong ấn bản ngày 17 tháng 4 năm 1954, bình luận rằng "Những chàng trai này đã thể hiện một bản ballad tươi sáng một cách mạnh mẽ với hương vị gợi cảm." Người đánh giá đã so sánh cách xử lý bài hát của The Jubalaires với phong cách của The Mills Brothers và dự đoán nó sẽ trở thành một bản hit lớn. Trong ấn bản phát hành ngày 15 tháng 12 năm 1951, Billboard đã khen ngợi màn thể hiện của nhóm trong bản phát hành hai ca khúc "David and Goliath" / "I've Done My Work" (hãng đĩa Capitol Records). Mặc dù vậy, trong ấn bản phát hành ngày 4 tháng 8 năm 1951, lời khen ngợi không đề cập tới bản phát hành hai ca khúc "Rain is the Teardrops of Angels" / "Keep on Doin' What You're Doin.
Hầu hết các bài hát của the Jubalaires đều được phát hành bởi hãng đĩa Queen Records, một công ty con của King Records chuyên về nhạc Mĩ gốc Phi. Tuy nhiên, những bản nhạc sau này của họ sẽ được phát hành bởi King Records.

## Thành viên ban nhạc
Thành viên ban đầu
- Orville Brooks, hát chính (27 tháng 1 năm 1919 – 30 tháng 8 năm 1997)[3]
- Theodore Brooks (còn được gọi là Ted Brooks), giọng nam trung, rap (1915 – 1997)[4][5]
- Caleb Ginyard, hát chính (15 tháng 1 năm 1910 – 11 tháng 8 năm 1978)[6]
- George McFadden, hát chính (24 tháng 11 năm 1921 – 30 tháng 1 năm 1990)

Các thành viên khác
- Willie Johnson
- John Jennings
- Jimmy Adams
- Elijah Wright (bass)
- Willie Wright (nam cao)[6]